# فرانسوا براون
فرانسوا براون (بالفرنسية: François Braun)‏ (و.1962) سياسي وطبيب طوارئ فرنسي. عين في 4 يوليو 2022 وزيراً للصحة والوقاية في حكومة إليزابيث بورن.